# Potravlje
Potravlje är ett samhälle i Kroatien.   Det ligger i länet Dalmatien, i den sydöstra delen av landet, 230 km söder om huvudstaden Zagreb. Potravlje ligger 445 meter över havet och antalet invånare är 827. Det ligger vid sjön Perućko Jezero.
Terrängen runt Potravlje är kuperad åt sydväst, men åt nordost är den bergig. Runt Potravlje är det mycket glesbefolkat, med 5 invånare per kvadratkilometer. Närmaste större samhälle är Sinj, 12,0 km sydost om Potravlje. Omgivningarna runt Potravlje är en mosaik av jordbruksmark och naturlig växtlighet.